# Phidippus zethus
Phidippus zethus là một loài nhện trong họ Salticidae.
Loài này thuộc chi Phidippus. Phidippus zethus được Edwards miêu tả năm 2004.